# IC 2840
IC 2840 је галаксија у сазвјежђу Лав која се налази на листи објеката дубоког неба у Индекс каталогу.
Деклинација објекта је + 13° 25' 34" а ректасцензија 11h 27m 47,5s. Привидна величина (магнитуда) објекта IC 2840 износи 16,9 а фотографска магнитуда 17,5.